# Кравець Ярема Іванович
Кравець Ярема Іванович (3 грудня 1943, Львів) — філолог-романіст, літературознавець, перекладач, кандидат філологічних наук (Творчість Еміля Вергарна в українській критиці і перекладах (історико-літературознавчий аналіз), 1992), доцент (1995).

## З біографії
Закінчив з відзнакою факультет іноземних мов Львівського університету (тепер — Львівський національний університет імені Івана Франка); У 1966-82 лаборант, старший лаборант кафедри світової літератури (до 1997 — кафедра зарубіжної літератури); працював викладачем-погодинником кафедри світової літератури (1968—1974); 1974 р. за релігійні та патріотичні переконання відсторонений від роботи викладачем-погодинником; 1974-84 викладач-погодинник Академії мистецтв, Української академії друкарства, Комерційної академії (французька мова); 1982-84 старший лаборант методичного кабінету факультету іноземних мов; 1984 покинув Львівський університет. Протягом 1984-89 викладач, а згодом в 1989—1993 роках завідувач кафедри іноземних мов Львівського торгівельно-економічного інституту (тепер Комерційна академія).
У 1993-95 — старший викладач, доцент (1995) кафедри французької філології, у 1996—2010 — завідувач кафедри світової літератури Львівського університету.

### Відзнаки
- Подяки ректора ЛНУ імені Івана Франка
- Грамота Департаменту освіти і науки ЛОДА (2013)
- Грамота Обласної ради (2014)

## Наукове керівництво

##### Кандидатські дисертації
- «Символ землі та специфіка його художнього втілення у французькій, бельгійській та швейцарській франкомовній прозі кінця ХІХ — початку XX століть (романи Е. Золя, К. Лемоньє, Ш.-Ф. Рамюза)» (2011);
- «Поетика і проблематика ранніх романів Франсуа Моріака» (2013).

### Опонування дисертацій
- «Динаміка особистості героя у художній прозі Андре Жіда» (2006);
- «Проблематика та поетика романів Мішеля Уельбека» (2013).

## Наукові зацікавлення

### Монографічні видання
- Українсько-французькомовні літературні взаємини, історія французькомовних літератур, проблеми художнього перекладу, укр.-лужиц. та французькомовно-лужиц. літ. контакти. Понад 700 праць, зокр., Українсько-бельгійські літературні взаємини (Укр. література в загальнослов'ян. і світ. літ. контексті. .К., 1988. Т. 3);
- Сорабістичні студії: Україна, Франція, Бельгія (Навч. посібник. Львів, 2010);
- Українсько-бельгійські літературні зв'язки. 1870—2008 (Бібліогр. покажчик (у співавт.). Київ-Львів, 2010);
- «Quae scripsi, scripsi»: романські літератури у рецепції Івана Франка. Львів, ЛНУ імені Івана Франка, 2014;
- Yarema Kravets.Iván Frankó y el mundo hispano/ Iván Frankó. La pluma ucraniana de los clásicos hispanos.// Andriy Yakubuv et al.Valencia,2015.-90 p.- p.43 — 56;
- Український Еміль Вергарн (критика, перегуки, переклади). / Я. Кравець. Львів «Тріада плюс», 2016. — 344 с.;
- Кравець Я. (Укладач, автор переднього слова та бібліографії) // Олексій Чичерін. Треба бачити і розуміти серцем… (Літературні студії). Львів, ЛНУ імені Івана Франка, — 2018. — 400 с.

### Важливіші статті
- La littérature belge de langue française vue à travers le processus littéraire en Ukraine (Bulletin Francophone de Finlande. Université de Jyväskylä. 1998); Освальд Бургардт і Святослав Гординський: роздуми над українським Вергарном (Зап. НТШ. Праці філол. секції. 2000. Т. 239);
- Творчість Т. Шевченка у франкомовних енциклопедичних виданнях останніх десятиліть XX ст. (Іноз. філологія, 2001. Вип. 112); Бельгійський письменник Франц Елленс і українська культура (ВЛУ. Сер. філол., 2003. Вип. 31);
- Франкомовне прочитання Олександра Архипенка (Літ. компаративістика. К., 2005. Вип. 2); Паризьке видання (1929 р.) про лужицьких сербів Фаліпо де Во (Питання сорабістики. ХІ Міжнар. сорабіст. семінар. Львів-Будишин, 2006);
- Українці в художній прозі письменниці Ґабріель Руа (Іноз. філологія, 2007. Вип. 118); Франкомовне прочитання Олеся Гончара: досягнення і перспективи (історичний аспект) (Питання літературозн. Чернівці, 2009);
- Поезія Тараса Шевченка у літературознавчих дослідженнях і перекладах Ежена Ґільвіка (історичний аспект проблеми) (Зап. НТШ. Праці філол. секції. 2009. Т. 257);
- Шарль Ван Лерберґ. Есей «Марія Башкирцева» (з історії українсько-бельгійських літературних взаємин) (Літ. компаративістика. К., 2009. Вип. 3, ч. 2);
- Тарас Шевченко у письмовому доробку Розмарі Кіфер(Люксембург) та Ґабріель Руа (Квебек, Канада) // Зб. наук. пр. XXXVII Всеукраїнської наукової Шевченківської конференції (22-24 квітня 2009 р.). — Черкаси, 2009;
- Андрій Свірко — бельгійський перекладач і дослідник поетичної творчості Івана Франка (ВЛУ. Сер. філол., 2010. Вип. 51); •Українська література на сторінках дванадцятитомної бельгійської антології // Вісник НТШ. — Львів, 2010. — ч. 43 (весна-літо);
- Україна і Бельгія: півторастолітній діалог красного письменства per translationem — в: Українсько-бельгійські літературні зв'язки. 1870—2008 :
- Бібліографічний покажчик / НАН України. Нац. б-ка ім. В. Вернадського; Львів. нац. ун-т ім. І. Франка [укл. Т. Добко, Я. Кравець та ін.]. — К., 2010;
- Іспанське прочитання Тараса Шевченка (до 150-х роковин смерті поета) // Вісник Львівського університету: збірник наукових праць.– Львів: Видавничий центр ЛНУ імені Івана Франка, 2012. — Вип. 19. — Серія іноземні мови; Тарас Шевченко і латиноамериканські іспаномовні літератури // Збірник праць Міжнародної (38-ї) наукової шевченківської конференції (20-21 квітня 2011 р.). — Черкаси, 2011;
- Загадковий та незбагненний Вольтер — у: Вольтер. Кандід. Філософські повісті. — Харків: Фоліо, 2011. — Серія: Бібліотека світової літератури;
- «Слово о полку Ігоревім» у франкомовних дослідженнях та енциклопедичних виданнях // «Слово о полку Ігоревім» як пам'ятка української літератури (до 820-річчя написання твору): Матеріали наукової конференції (Львів, 6 грудня 2007 р.). — Львів-Дрогобич: Спадщина предків — Коло, 2011;
- Іван Франко та іспанська література // Слово і час. — № 6. — К., 2012; Іван Франко як перекладач бельгійської французькомовної літератури // Українське літературознавство: збірник наукових праць. — Львів: ВЦ ЛНУ ім. І. Франка, 2012. — Випуск 76;
- Стильова поліфонічність новели Проспера Меріме «Взяття редуту» // Вісник Львівського університету: збірник наукових праць. — Львів: Видавничий центр ЛНУ імені Івана Франка, 2012. — Вип. 20 (Ч. 1). — Серія іноземні мови; «У країні вендів»: Мандрівка до Лужиці швейцарського письменника Віктора Тіссо // Питання сорабістики: матеріали XII Міжнародного сорабістичного семінару. — Львів-Будишин, 2012;
- Арман Сюллі-Прюдом — перший лауреат Нобелівської премії з літератури (1901). Українське прочитання поета // Іноземна філологія: збірник наукових праць. — Львів: ВЦ ЛНУ ім. І. Франка, 2012. — Випуск 124; Маркіян Шашкевич у французькомовній рецепції: критика і переклад // Записки наукового товариства імені Шевченка. — Львів, 2012. — т. CCLXIII. — Праці філологічної секції; Іван Франко: переклад драми В. Гюго «Торквемада» // Слово і час. — № 7. — К., 2013;
- Французька проза у літературознавчій і перекладацькій діяльності Івана Франка // Вісник Львівського університету: збірник наукових праць. — Львів: ВЦ ЛНУ ім. І. Франка, 2013. — Вип. 58. — Серія філологічна; Французькомовний Олесь Гончар // Іноземна філологія: український науковий збірник. — Львів: Видавничий центр ЛНУ імені Івана Франка, 2013. — Вип. 125; •Французька поезія у літературознавчій і перекладацькій діяльності Івана Франка // Українське літературознавство: збірник наукових праць. — Львів: ВЦ ЛНУ ім. І. Франка, 2014. — Випуск 78;
- Еміль Вергарн та Райнер-Марія Рільке (з історії творчих взаємин) // Вісник Львівського університету: збірник наукових праць. — Львів: ВЦ ЛНУ ім. І. Франка, 2014. — Вип. 60. — Ч. 2. — Серія філологічна;
- Паризький колоквіум «Леся Українка» 1982 // Іноземна філологія: український науковий збірник. — Львів: Видавничий центр ЛНУ мені Івана Франка, 2014. — Вип. 126. — Ч. 1; Василь Стефаник у французькомовному прочитанні // Султанівські читання. Актуальні проблеми літературознавства в компаративних вимірах. (На пошану пам'яті доктора філологічних наук М. В. Теплінського та доктора філологічних наук В. Г. Матвіїшина): збірник статей. — Івано-Франківськ: Симфонія форте, 2014. — Вип. ІІІ.
- Французькомовне прочитання Лесі Українки: критика, переклади / Я. Кравець // Волинь філологічна: текст і контекст. Універсум Лесі Українки. — Вип. 22. — Східноєвропейський національний університет імені Лесі Українки, 2016. –  С. 288—313.
- Французька літературна критика в оцінці Івана Франка / Я. Кравець // ЗНТШ. Наукове товариство імені Шевченка. — Праці філологічної секції. — Львів, 2016. Т.CCLXIX. — С. 383—390.
- Кобзареве прочитання у французькомовній Канаді / Я. Кравець // Літературознавство. Фольклористика. Культурологія. Збірник наукових праць. — Черкаський національний університет імені Богдана Хмельницького. — Випуск двадцять третій — двадцять п'ятий. — Черкаси, 2016. — С. 447—459.
- Остап Луцький — перекладач віршів Еміля Вергарна / Я. Кравець // Муза і чин Остапа Луцького. — Київ: «Смолоскип», 2016. — С. 707—716.
- Чотири вергарнівські добірки поета Миколи Терещенка (1922, 1927, 1946, 1966) / Я. Кравець // Слово і час. — N.2. — Національна академія наук України, Інститут літератури імені Тараса Шевченка, 2017. — С. 32-44.
- Олесь Гончар промовляє французькою мовою / Я. Кравець // Слово і час. — № 4. — 2018. — С. 39–47.
- «Поема Івана Франка „Мойсей“ в інтерпретації романськими мовами. 1928—2006 (історико-літературознавчий аналіз)» / Я. Кравець // «Я єсть пролог…». Матеріали Міжнародного наукового конґресу до 160-річчя від дня народження Івана Франка. Львів, 22–24 вересня 2016 р. у двох томах, Львів, ЛНУ, — 2018 р., — т.2, — С. 291—305.
- Сорабістична студія французької славістки Марі Фаліпо де Во «Зелена Венеція. Лужицькі Блота» (1927) / Я. Кравець // Проблеми слов'янознавства. Львів, ЛНУ, 2018. Вип. 67. — С. 138—145.
- Кирило Королевський і його монографія «Митрополит Андрей Шептицький. 1865—1944» (погляд перекладача) / Я. Кравець //  Дзвін. — № 1. — 2018, — С. 226—232.
- Півстоліття у перекладі / Я. Кравець // Дещо про… Львівська обласна організація Національної спілки письменників України. Львів: Тріада плюс. — 2018. — С. 383—397.
- La réalité, le rêve et le fantastique dans «La nuit de Polastri» d'Albert Ayguesparse / Yarema Kravets // Султанівські читання. Зб. Статей. Вип. VII. Ів.-Франківськ, «Симфонія форте», — 2019. — С. 102—116.

## Переклади
Перекладав твори Е. де ля Боесі (зокрема, «Міркування про добровільне рабство»), Ларошфуко, Вольтера, Ґ. Флобера, Ґі де Мопассана, Е. Вергарна, Ш. Ван Лерберґа, Р. Роллана, Ф. Моріака, Е. Базена та інших.
Член Асоціації франкомовних студій Центральної та Східної Європи, Світової асоціації квебецьких студій, учасник Світових (Тулуза, 1996) та Європейських (Відень, 1995; м. Лейпциг, 1998) конгресів франкомовних культур, Міжнародних симпозіумів і колоквіумів канадських студій (Краків, 2004; Авіньйон, 2010), стипендіат Бюро розповсюдження книги Міністерства культури Франції (1995), Лувен. католицького університету (Бельгія, 1996), Міжнародного колежу перекладачів (Франція, Арль, 1998), Міжнародного колежу перекладачів бельгійської літератури (Бельгія, Сенефф, 1999), Австрійської кооперації (Відень, 2003, 2011), Інституту сорабістики (Баутцен (Будишин), ФРН, 2013). Учасник Всеукраїнських Шевченківських (Київ, Черкаси), Шашкевичівських (Львів) та щорічних Франківських конференці (Львів університет), ІІ-XIV Міжнародних сорабістських семінарів (Львів університет). Співавтор Шевченківської (53 ст.), Франківської та Шашкевичівської енциклопедій, Енциклопедії ЛНУ ім. Івана Франка (39 ст.), ЕСУ, член журі (представництво від України) Міжнародної премії «Сковорода» Посольства Франції в Україні (2001-04). Член НСП України (1982), дійсний член НТШ (2002).